# Flugplatz Roitzschjora

i7
i11
i13
Der Flugplatz Roitzschjora (ICAO-Code: EDAW) ist ein Verkehrslandeplatz nahe Löbnitz. Die Luftwaffe der Wehrmacht nutzte ihn 1938 bis 1945 als Fliegerhorst Löbnitz.

## Geschichte
Zwischen 1938 und 1939 wurde der Fliegerhorst angelegt. Es entstanden nur kleine Baracken nordwestlich des Start- und Landeplatzes mit Grasuntergrund. Obwohl der Fliegerhorst als Einsatzhafen einklassifiziert war, wurde er erst ab Oktober 1944 mit einer aktiven fliegenden Einheit belegt, als die II. Gruppe des Jagdgeschwaders 300 mit ihren Focke-Wulf Fw 190A hierher verlegt wurde. Im April 1945 lag zusätzlich noch die III. Gruppe des Jagdgeschwaders 4, ausgerüstet mit Messerschmitt Bf 109G/K, hier.
Nach Ende des Zweiten Weltkrieges befand sich hier bis in die 1990er-Jahre ein Flugplatz der GST, ein Reserveflugplatz der sowjetischen Streitkräfte und der NVA-Hubschrauberlandeplatz 6029. Regelmäßig fanden auf dem Flugplatz Manöver der sowjetischen Streitkräfte mit Abfangjägern wie der MiG-21 und verschiedenen Transportflugzeugen statt.
Später übernahm der Fliegerclub Roitzschjora e. V. den Platz. Von 1999 bis 2016 fand hier jährlich im Juli das With Full Force Festival statt.